# نيكولاس برييتو
نيكولاس برييتو (بالإسبانية: Nicolás Prieto) هو لاعب كرة قدم أوروغواياني في مركز الوسط، ولد في 5 سبتمبر 1992 في مونتفيدو في الأوروغواي. شارك مع منتخب الأوروغواي تحت 17 سنة لكرة القدم ومنتخب الأوروغواي تحت 20 سنة لكرة القدم. أما مع النوادي، فقد لعب مع نادي دانوبيو.

## وصلات خارجية
- نيكولاس برييتو على موقع الاتحاد الدولي (مؤرشف)  (الإنجليزية)
- نيكولاس برييتو على موقع قاعدة بيانات كرة القدم.إي يو (الإنجليزية)
- نيكولاس برييتو على موقع Soccerway.com (الإنجليزية)
- نيكولاس برييتو على موقع AS.com (الإسبانية)